# Ганжа Олександр Дорофійович
Олекса́ндр Дорофі́йович Ганжа́ (1905, Жорнище, Жорницької волості Липовецького повіту Київської губернії; нині Іллінецький район, Вінницька область — 1982) — український майстер художньої кераміки.

## Творчість
Своєрідний декоративно-фігурний посуд, переважно антропоморфні та анімалістичні вироби.
Його роботи зберігаються в Національному музеї українського гончарства в Опішному.

## Родина
Сини:
- Петро — кераміст, художник декоративно-ужиткового і монументального мистецтва, мистецтвознавець, член НСХУ.
- Степан — заслужений майстер народної творчості України, майстер килимарства.

## Пам'ять
- Олесь Доріченко у своїй збірці поезій «Мандрівна брама»[1] присвячує Олександрові вірш «Митець»:

«…Із-під Вашої руки
Випливали леви й люди,
Дивні звірі та птахи…»
В с. Буша в парку скульптур є композиція «Посвята Олександру Ганжі» ( — перше фото): 
«Львівський скульптор Григорій Кудлаєнко витесав роботу „Посвята Олександру Ганжі“. Це декоративна композиція із сидячим стилізованим левом, котрий має людські риси обличчя. Автор взяв образ фантастичного лева з виліпленої фігурки самого Ганжі. Антропоморфні вироби майстра мають своєрідні пропорції голови та вираз обличчя, що особливо містить характерну довгу форму носа. Зверху на голові у лева стоять три горщики, що символізують гончарство.»